# Epimetasia
Epimetasia é um gênero de mariposa pertencente à família Crambidae.